# 31. ročník udílení Zlatých glóbů
31. ročník udílení Zlatých glóbů se konal 26. ledna 1974 v hotelu Beverly Hilton v Beverly Hills, Los Angeles. Asociace zahraničních novinářů sdružených v Hollywoodu, která Zlatý glóbus uděluje, vyhlásila nominace 8. ledna 1974. Miss Golden Globe byla pro tento rok herečka Linda Meiklejohn.
Filmem večera se stal horor Vymítač ďábla. Ze sedmi nominací získal totiž čtyři Glóby, včetně toho pro nejlepší film roku. Muzikál Jesus Christ Superstar získal šest nominací, neproměnil však žádnou. Gangsterský film Podraz získal jednu nominaci a to v kategorii nejlepší scénář. Ten samý snímek byl nominován na deset Oscarů a na 46. ročníku udílení vyhrál sedm cen. Nejlepším dokumentem se stal sportovní snímek o letní olympiádě v Mnichově v roce 1972. Osm umělců, mezi nimi i Miloš Forman, natočilo svůj pohled na dění v průběhu největšího sportovního svátku, byť poznamenaného dramatickými událostmi.
Marlon Brando vyhrál Cenu Henrietta druhý rok za sebou a zároveň to byla jeho třetí výhra v této kategorii. Držitelkou Ceny Cecila B. DeMilla se stala herečka a někdejší ředitelka Akademie filmového umění a věd Bette Davis.
Rodinný seriál All in the Family vyhrál Glóbus v kategorii nejlepší komediální seriál už třetí rok za sebou. Jinak však byl v televizních kategoriích největším vítězem seriál The Waltons, který z pěti nominací vyhrál dva Glóby.
Kategorie herečka v komediální nebo muzikálové roli měla dvě vítězky. Cenu získala Cher a Jean Stapleton, která ji vyhrála druhý rok za sebou. Herec McLean Stevenson si odnesl cenu za postavu velitele Henryho Blakea v legendárním seriálu M*A*S*H.

## Vítězové a nominovaní

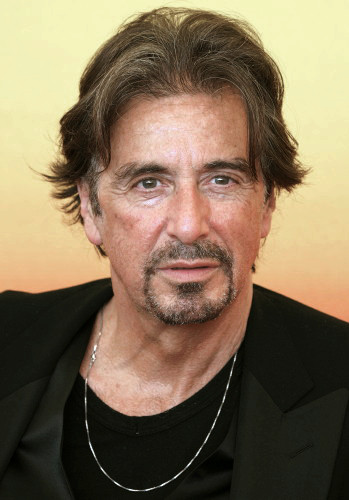
Nejlepší dramatický herec Al Pacino

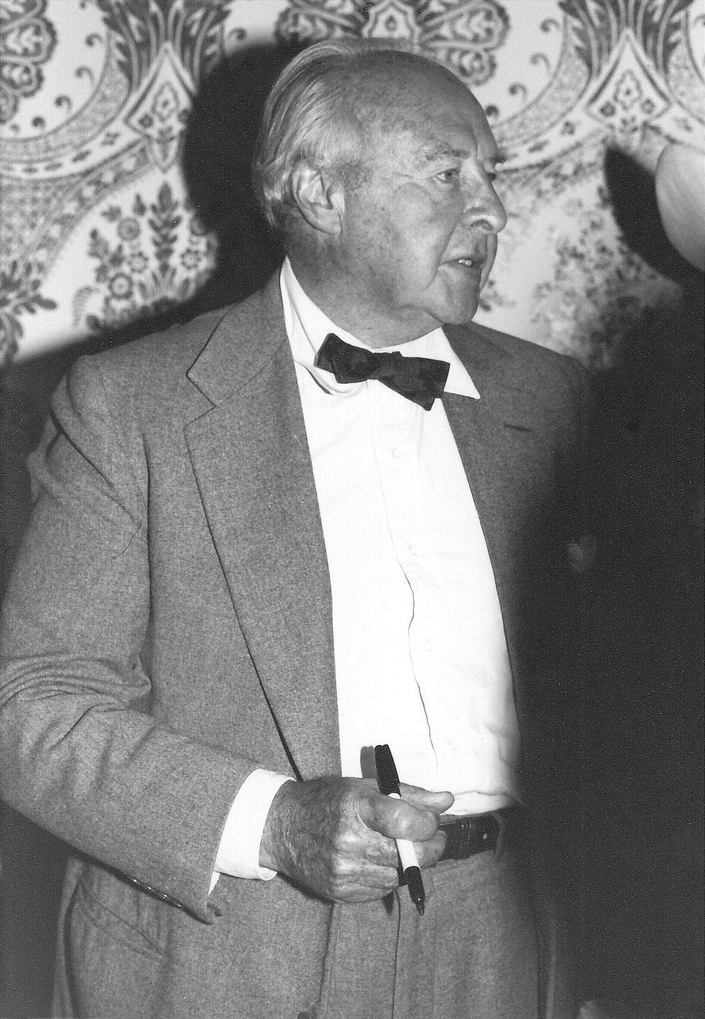
Nejlepší vedlejší herec John Houseman

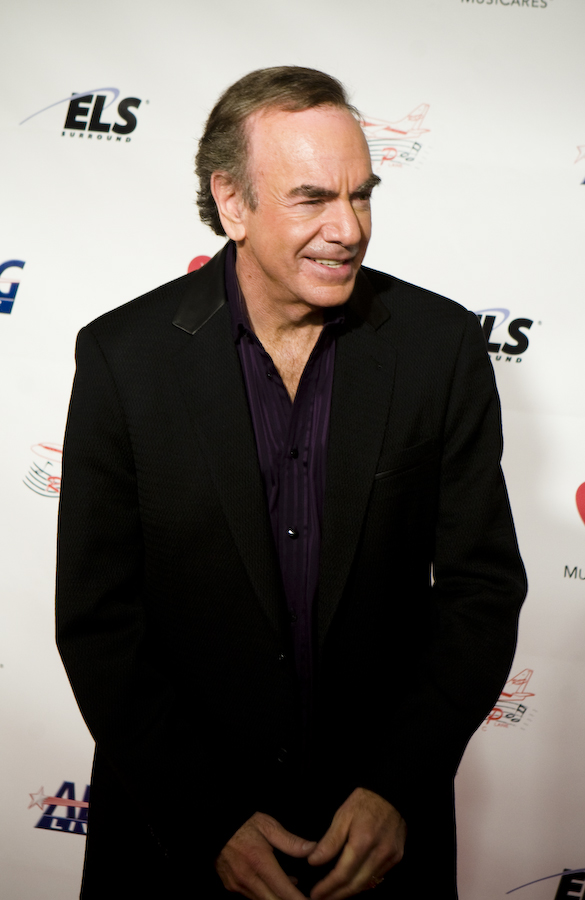
Autor nejlepší hudby Neil Diamond

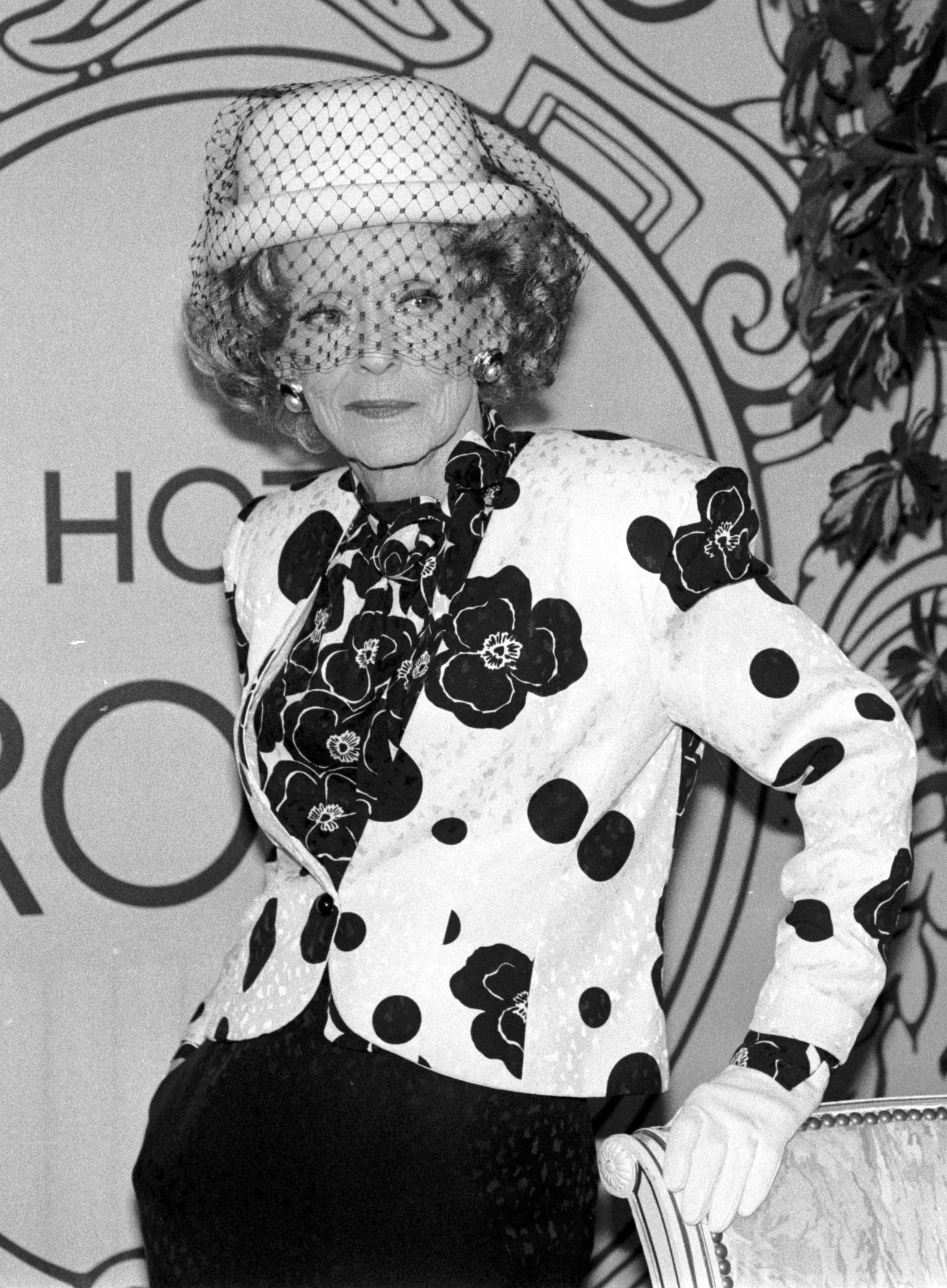
Držitelka Ceny Cecila B. DeMilla Bette Davis

### Filmové počiny

#### Nejlepší film (drama)
- Vymítač ďábla – producent William Peter Blatty
- Propustka do půlnoci – producent Mark Rydell
- Šakal – producent John Woolf
- Poslední tango v Paříži – producent Alberto Grimaldi
- Zachraňte tygra – producenti Martin Ransohoff, Steve Shagan
- Serpico – producent Martin Bregman

#### Nejlepší film (komedie / muzikál)
- Americké graffiti – producent Francis Ford Coppola
- Jesus Christ Superstar – producenti Norman Jewison, Robert Stigwood
- Papírový měsíc – producent Peter Bogdanovich
- Tom Sawyer – producent Arthur P. Jacobs
- Na úrovni – producent Melvin Frank

#### Nejlepší režie
- William Friedkin – Vymítač ďábla
- Bernardo Bertolucci – Poslední tango v Paříži
- Peter Bogdanovich – Papírový měsíc
- George Lucas – Americké graffiti
- Fred Zinnemann – Šakal

#### Nejlepší herečka (drama)
- Marsha Mason – Propustka do půlnoci
- Ellen Burstyn – Vymítač ďábla
- Barbra Streisand – Takoví jsme byli
- Elizabeth Taylor – Ash Wednesday
- Joanne Woodward – Letní naděje, zimní vzpomínky

#### Nejlepší herečka (komedie / muzikál)
- Glenda Jackson – Na úrovni
- Yvonne Elliman – Jesus Christ Superstar
- Cloris Leachman – Charley and the Angel
- Tatum O'Neal – Papírový měsíc
- Liv Ullmann – 40 Carats

#### Nejlepší herec (drama)
- Al Pacino – Serpico
- Robert Blake – Modrá Electra Glide
- Jack Lemmon – Zachraňte tygra
- Steve McQueen – Motýlek
- Jack Nicholson – Poslední eskorta

#### Nejlepší herec (komedie / muzikál)
- George Segal – Na úrovni
- Carl Anderson – Jesus Christ Superstar
- Richard Dreyfuss – Americké graffiti
- Ted Neely – Jesus Christ Superstar
- Ryan O'Neal – Papírový měsíc

#### Nejlepší herečka ve vedlejší roli
- Linda Blair – Vymítač ďábla
- Valentina Cortese – Americká noc
- Madeline Kahn – Papírový měsíc
- Kate Reid – A Delicate Balance
- Sylvia Sidney – Letní naděje, zimní vzpomínky

#### Nejlepší herec ve vedlejší roli
- John Houseman – The Paper Chase
- Martin Balsam – Letní naděje, zimní vzpomínky
- Jack Gilford – Zachraňte tygra
- Randy Quaid – Poslední eskorta
- Max von Sydow – Vymítač ďábla

#### Objev roku – herečka
- Tatum O'Neal – Papírový měsíc
- Linda Blair – Vymítač ďábla
- Kay Lenz – Breezy
- Michelle Phillips – Dillinger
- Barbara Sigel – Time To Run

#### Objev roku – herec
- Paul Le Mat – Americké graffiti
- Carl Anderson – Jesus Christ Superstar
- Robby Benson – Jeremy
- Kirk Calloway – Propustka do půlnoci
- Ted Neely – Jesus Christ Superstar

#### Nejlepší scénář
- William Peter Blatty – Vymítač ďábla
- Darryl Ponicsan – Propustka do půlnoci
- Kenneth Ross – Šakal
- David S. Ward – Podraz
- Melvin Frank, Jack Rose – Na úrovni

#### Nejlepší hudba
- Neil Diamond – Racek Jonathan Livingston
- Michel Legrand – Breezy
- John Williams – Propustka do půlnoci
- Georges Delerue – Den delfína
- Alan Price – Šťastný to muž
- Richard M. Sherman, Robert B. Sherman – Tom Sawyer

#### Nejlepší filmová píseň
- „The Way We Were“ – Takoví jsme byli, hudba Marvin Hamlisch, text Alan Bergman, Marilyn Bergman
- „All That Love Went To Waste“ – Na úrovni, hudba George Barrie, text Sammy Cahn
- „Breezy's Song“ – Breezy, hudba Michel Legrand , text Alan Bergman, Marilyn Bergman
- „Lonely Looking Sky“ – Racek Jonathan Livingston, hudba a text Neil Diamond
- „Rosa Rosa“ – Kazablan, hudba Dov Seltzer, text Haim Hefer
- „Send a Little Love My Way“ – Drsná Oklahoma, hudba Henry Mancini, text Hal David

#### Nejlepší zahraniční film
- Chodec – režie Maximilian Schell, Západní Německo
- Alfréde, Alfréde! – režie Pietro Germi, Itálie
- Americká noc – režie François Truffaut, Francie
- Kazablan – režie Menachem Golan, Izrael
- Stav obležení – režie Armando Robles Godoy, Francie

#### Nejlepší dokumentární film
- Viděno osmi – režie Miloš Forman, Kon Ichikawa, Claude Lelouch, Jurij Ozerov, Arthur Penn, Michael Pfleghar, John Schlesinger a Mai Zetterling
- The Second Gun – režie Gérard Alcan
- Wattstax – režie Mel Stuart
- The Movies That Made Us – produkce Warner Bros.
- Love – produkce Dunav Film

### Televizní počiny

#### Nejlepší televizní seriál (drama)
- The Waltons
- Cannon
- Columbo
- Hawkins
- Kriminální oddělení
- Mannix

#### Nejlepší televizní seriál (komedie / muzikál)
- All in the Family
- The Carol Burnett Show
- The Mary Tyler Moore Show
- Sanford and Son
- The Sonny and Cher Comedy Hour

#### Nejlepší herečka v seriálu (drama)
- Lee Remick – The Blue Knight
- Michael Learned – The Waltons
- Julie London – Emergency
- Emily MacLaughlin – General Hospital
- Susan Saint James – McMillan and Wife

#### Nejlepší herečka v seriálu (komedie / muzikál)
- Cher – The Sonny and Cher Comedy Hour
- Jean Stapleton – All in the Family
- Beatrice Arthur – Maude
- Carol Burnettová – The Carol Burnett Show
- Mary Tyler Moore – The Mary Tyler Moore Show

#### Nejlepší herec v seriálu (drama)
- James Stewart – Hawkins
- David Carradine – Kung Fu
- Mike Connors – Mannix
- Peter Falk – Columbo
- Richard Thomas – The Waltons
- Robert Young – Marcus Welby, M.D.

#### Nejlepší herec v seriálu (komedie / muzikál)
- Jack Klugman – The Odd Couple
- Alan Alda – M*A*S*H
- Dom De Luise – Lotsa Luck
- Redd Foxx – Sanford and Son
- Carroll O'Connor – All in the Family

#### Nejlepší herečka ve vedlejší roli (seriál)
- Ellen Corby – The Waltons
- Gail Fisher – Mannix
- Valerie Harper – The Mary Tyler Moore Show
- Sally Struthers – All in the Family
- Loretta Swit – M*A*S*H

#### Nejlepší herec ve vedlejší roli (seriál)
- McLean Stevenson – M*A*S*H
- Ed Asner – The Mary Tyler Moore Show
- Will Geer – The Waltons
- Harvey Korman – The Carol Burnett Show
- Strother Martin – Hawkins
- Rob Reiner – All in the Family

### Zvláštní ocenění

#### Henrietta Award (Oblíbenci světového filmu)
- herečka Elizabeth Taylor
- herec Marlon Brando

#### Cena Cecila B. DeMilla
- Bette Davis